# Toshihiko Uchiyama
Toshihiko Uchiyama (内山 俊彦, Uchiyama Toshihiko) est un footballeur japonais né le 21 octobre 1978. Il évolue au poste de défenseur.

## Biographie
Toshihiko Uchiyama commence sa carrière au Montedio Yamagata. Il passe près de 10 saisons dans ce club.
Il joue ensuite en faveur du Vissel Kobe, puis du Ventforet Kofu et du Vegalta Sendai.